# Straßenradsport-Weltmeisterschaften 1948

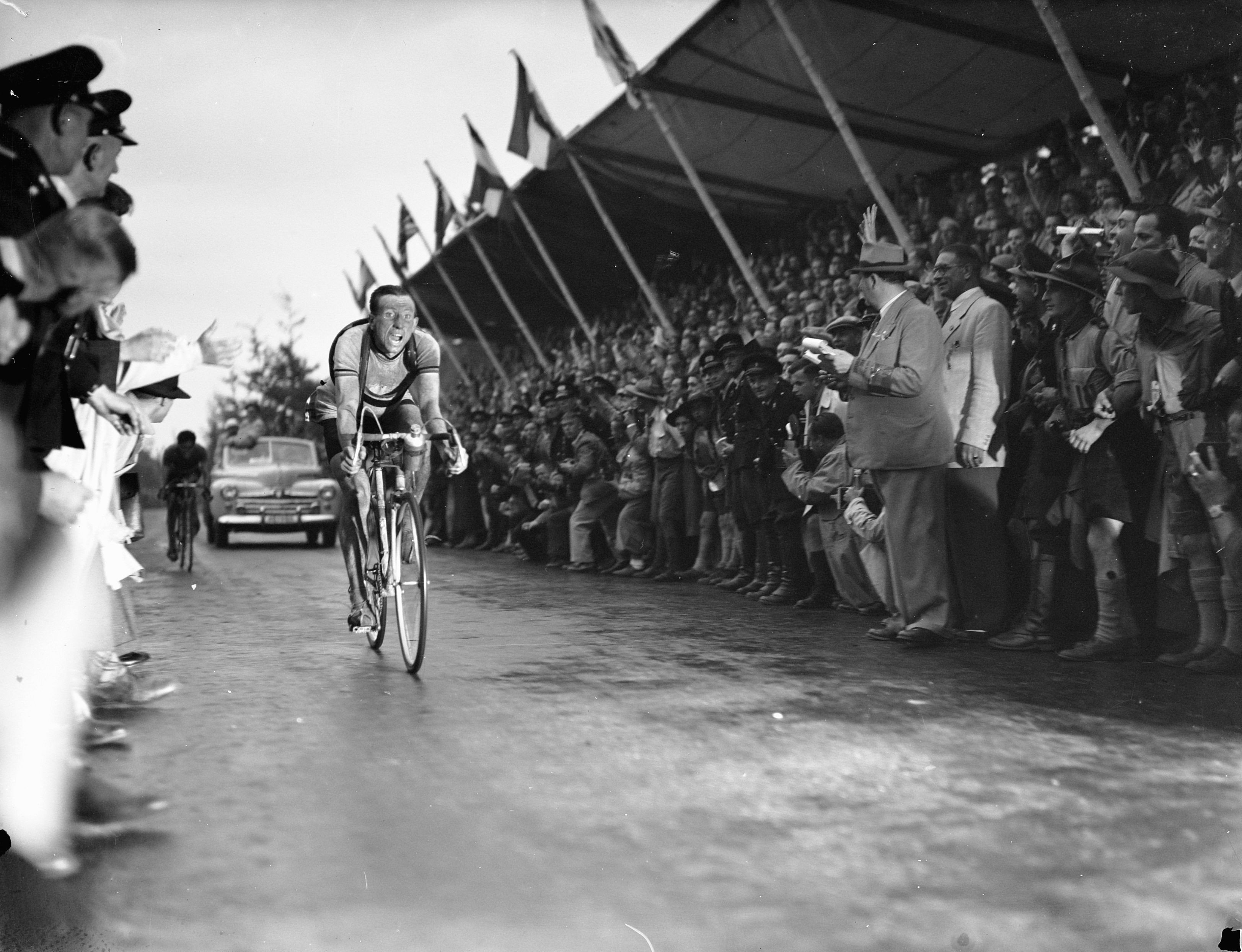

 Die Straßenradsport-Weltmeisterschaften 1948 fanden am 22. August wie zehn Jahre zuvor im niederländischen Valkenburg statt.

## Renngeschehen
37 Berufsfahrer aus acht Ländern gingen an den Start der 266,8 Kilometer langen Rennstrecke, und wie vor zehn Jahren wurde die elfprozentige Steigung zum Cauberg für die meisten Aktiven zum unüberwindlichen Handicap. Der 1500 Meter lange Anstieg musste 28 Mal bewältigt werden, 27 Fahrer stiegen vorzeitig aus. Der Zieleinlauf wurde zu einem Duell zwischen dem Belgier Briek Schotte und dem Franzosen Apo Lazaridès, das der 28-jährige Schotte mit einem Vorsprung von zehn Metern für sich entschied. Er hatte ein Durchschnittstempo von 35,8 km/h. Der Dritte, Lucien Teisseire, ebenfalls aus Frankreich, hatte bereits einen Rückstand von fast vier Minuten. Auch die nachfolgenden Fahrer kamen mit großen Rückständen ins Ziel, der Letzte, Huub Sijen aus den Niederlanden, erreichte mit 14 Minuten Rückstand das Ziel. Die Favoriten Gino Bartali und Fausto Coppi schieden in der 22. Runde aus.
Bei den Amateuren, die 186 Kilometer (verteilt auf 18 Runden) zu fahren hatten, gewann nach 1921 (Gunnar Sköld) mit dem 31-jährigen Harry Snell zum zweiten Mal ein Schwede die Straßenweltmeisterschaft. Der Schwedische Meister fuhr ein Stundenmittel von 34,2 Kilometern. 97 Fahrer aus 23 Ländern waren am Start.
Deutsche Fahrer waren nach wie vor von internationalen Rennen ausgeschlossen, da sie 1948 von der  Union Cycliste International (UCI) keine Startgenehmigung bekamen.

## Ergebnisse
| Profis (266,8 km) | Profis (266,8 km) | Profis (266,8 km) | Profis (266,8 km) |
| Platz             | Athlet            | Land              | Zeit              |
| ----------------- | ----------------- | ----------------- | ----------------- |
| 1                 | Briek Schotte     | BEL               | 7:30:42 h         |
| 2                 | Apo Lazaridès     | FRA               | + 0:01 min        |
| 3                 | Lucien Teisseire  | FRA               | + 3:41 min        |
| 4                 | Luciano Maggini   | ITA               | + 6:33 min        |
| 5                 | Marcel Dupont     | BEL               | + 6:59 min        |
| 6                 | Mario Ricci       | BEL               | + 7:43 min        |
| 7                 | Ferdy Kübler      | SUI               | + 9:53 min        |
| 8                 | Vito Ortelli      | ITA               | + 13:00 min       |
| 9                 | Raymond Impanis   | BEL               | + 13:00 min       |
| 10                | Huub Sijen        | NED               | + 14:24 min       |

| Amateure (186 km) | Amateure (186 km) | Amateure (186 km) | Amateure (186 km) |
| Platz             | Athlet            | Land              | Zeit              |
| ----------------- | ----------------- | ----------------- | ----------------- |
| 1                 | Harry Snell       | SWE               | 5:16:22 h         |
| 2                 | Liévin Lerno      | BEL               | unbekannt         |
| 3                 | Olle Wänlund      | SWE               | unbekannt         |